# Serra de l'Escorpí
La Serra de l'Escorpí és una serra a cavall dels municipis de Calonge i Cruïlles, Monells i Sant Sadurní de l'Heura al Baix Empordà, amb una elevació màxima de 301 metres. Les rieres dels Molins i del Folc i el Torrent del Comal dels Lladres neixen a la serra de l'Escorpí.